# Acheilognathus kyphus
Acheilognathus kyphus là loài cá nước ngọt thuộc họ Cá chép. Đây là loài đặc hữu của Đông Á. 